# 第二次泉州戰鬥
泉州戰鬥發生於1925年5月4日，地點則是在中國閩南。是北洋政府時期內戰之一，交戰兩方為閩军周蔭人部孔昭同旅和閩南民軍，戰鬥末了，閩周蔭人落敗。